# Shoin

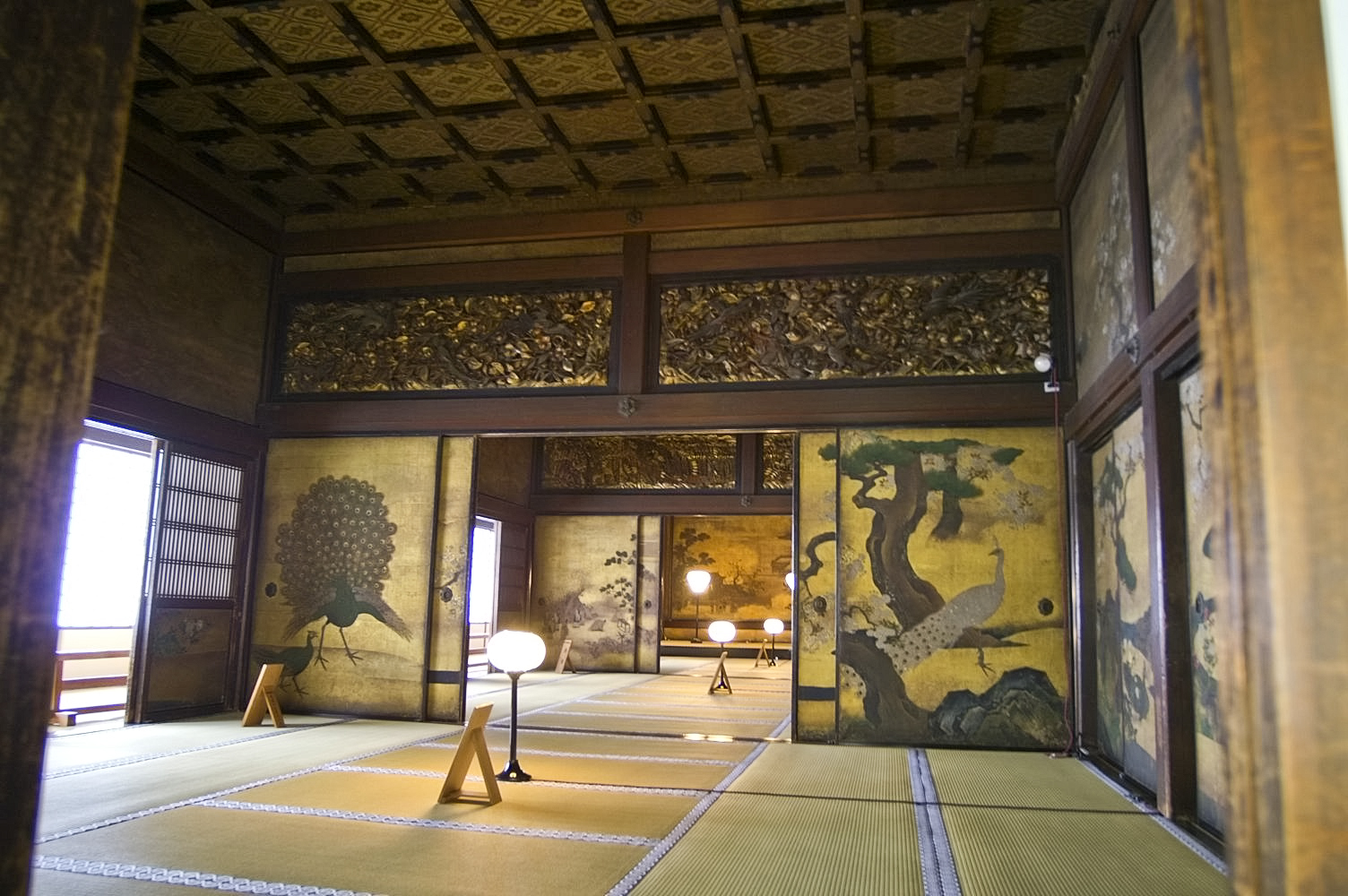
O Shiro-shoin em Hongan-ji.

Shoin (書院, lit. sala de estar), na arquitetura residencial japonesa, é um tipo de sala de recepção, desenvolvido durante o período Muromachi. O termo, cujo significado original remetia para uma sala de estudos ou um espaço de conferências sobre o sutra no interior de um templo, mais tarde passou a designar uma simples sala de estar ou de estudo, típica da arquitetura aristocrática. A partir desta sala surgiu o estilo shoin-zukuri. Numa construção shoin-zukuri, o shoin é o zashiki, um quarto de tatami dedicado à recepção dos convidados. A grande sala era um espaço usuado por lideres militares, daimyo (大名), projetado para receber um grande número de visitantes. Normalmente caracterizado por um conjunto de características formais, conhecidos colectivamente como zashikikazari (座敷飾). Estes incluíam uma alcova decorativa rasa — oshi-ita (押板); prateleiras escalonadas embutidas na parede — chigai-dana (違い棚); uma mesa embutida — tsukeshoin (付書院); e uma porta ornamentada choudaigamae (帳台構え).